# Masellot de Lavern
El Masellot de Lavern, o Drac de Lavern, és un element del bestiari popular de Lavern, al municipi de Subirats (Alt Penedès), que representa un drac.
El primer drac Masellot va néixer el dia de la festa major de 1983 i s'assemblava al drac de Vilafranca. En deteriorar-se, el 1995 se'n va fer un de més lleuger, construït per Enric Sendra Romeu, al que el 2005 en Joan Anton Isach va reformar-ne les ales i la cresta, i el 2017 en Marcel Zumeta el va reformar totalment. El 2019 Dolors Sans Osete va remodelar-ne totes les parts (el cap, les ales, la cua i l’estructura del cos) donant-li un aspecte més ferotge, respectant les proporcions originals, i pintant-lo amb amb una gamma de colors i matisos que reforcen els nous volums de la peça.
És una peça d'estil barroc de color bronze i verd, amb la boca semioberta on deixa entreveure les dents i la llengua, les ales són paral·leles al cos on es distingeix l'estructura òssia i la membrana, els ulls són de color blau i plata, s'il·luminen de nit convertint-se en color vermell, la cua és recaragolada i acabada amb una punxa que recorda la del drac antic. Construït en fibra de vidre, té un pes de 35 kg, una llargada de 315 cm, una amplada de 165 cm, i una alçada de 200 cm. Té 11 punts de foc: 4 a la boca, 4 a les ales i 3 a la cua. El carrega un portador de la colla Drac de Lavern El Masellot. L'acompanya habitualment una colla de timbalers.